# Alberto Festa
Alberto Augusto Antunes Festa (Santo Tirso, 1939. július 21. – 2024. január 2.) világbajnoki bronzérmes válogatott portugál labdarúgó, hátvéd.

## Pályafutása

### A válogatottban
1963 és 1966 között 19 alkalommal szerepelt a portugál válogatottban. Részt vett az 1966-os világbajnokságon.

## Sikerei, díjai
Porto
- Portugál kupa (1): 1967–68

Portugália
- Világbajnoki bronzérmes (1): 1966